# Honeyville (Utah)
Honeyville es una ciudad en el condado de Box Elder, estado de Utah, Estados Unidos. Según el censo de 2000 la población era de 1.214 habitantes.

## Geografía
Honeyville se encuentra en las coordenadas 41°38′8″N 112°4′55″O / 41.63556, -112.08194.
Según la oficina del censo de Estados Unidos, la ciudad tiene una superficie total de 30,4 km². No tiene superficie cubierta de agua.

## Demografía
Según el censo de 2000, había 1.214 habitantes, 358 casas y 308 familias residían en la ciudad. La densidad de población era 39,9 habitantes/km². Había 378 unidades de alojamiento con una densidad media de 12,4 unidades/km².
La máscara racial de la ciudad era 94,32% blanco, 0,08% indio americano, 2,80% asiático, 1,48%de otras razas y 1,32% de dos o más razas. Los hispanos o latinos de cualquier raza eran el 5,27% de la población.
Había 358 casas, de las cuales el 48,0% tenía niños menores de 18 años, el 74,0% eran matrimonios, el 8,9% tenía un cabeza de familia femenino sin marido, y el 13,7% no eran familia. El 12,3% de todas las casas tenían un único residente y el 5,9% tenía solo residentes mayores de 65 años. El promedio de habitantes por hogar era de y el tamaño medio de familia era de 3,72.
El 36,7% de los residentes era menor de 18 años, el 9,6% tenía edades entre los 18 y 24 años, el 24,4% entre los 25 y 44, el 18,1% entre los 45 y 64, y el 11,2% tenía 65 años o más. La media de edad era 30 años. Por cada 100 mujeres había 103,7 hombres. Por cada 100 mujeres de 18 años o más, había 100,3 hombres.
El ingreso medio por casa en la ciudad era de 41.618$, y el ingreso medio para una familia era de 46.786$. Los hombres tenían un ingreso medio de 35.625$ contra 21.250$ de las mujeres. Los ingresos per cápita para la ciudad eran de 15.050$. Aproximadamente el 5,0% de las familias y el 6,4% de la población estaban por debajo del nivel de pobreza, incluyendo el 6,6% de menores de 18 años y el 2,9% de mayores de 65.
- Datos: Q129969
- Multimedia: Honeyville, Utah / Q129969